# نفرین‌شده (مجموعه تلویزیونی)
نفرین‌شده (انگلیسی: The Cursed؛‏ کره‌ای: 방법) مجموعه تلویزیونی محصول کره جنوبی سال ۲۰۲۰ با بازی اوم جی وون، جونگ جی سو، سونگ دونگ ایل و جو مین سو است. این مجموعه از ۱۰ فوریه تا ۱۷ مارس ۲۰۲۰، روزهای دوشنبه و سه‌شنبه ساعت ۲۱:۳۰ (کی‌اس‌تی) از شبکهٔ تی‌وی‌ان پخش شد. یون سانگ هو، نویسندهٔ این مجموعه اظهار کرده بود که «در صورت رسیدن میزان بیننده به ۳٪، فصل دوم را ادامه خواهد داد». در ادامهٔ این مجموعه، فیلمی با عنوان نفرین‌شده: شکارچی مردگان در ژوئیه ۲۰۲۱ منتشر شد.

## خلاصه داستان
نفرین‌شده داستان دختری نوجوان را روایت می‌کند که توانایی دارد تنها با استفاده از نام، عکس و وسایل شخصی دیگران، مرگ را برایشان رقم بزند. او به همراه خبرنگاری درستکار که در زمینهٔ مسائل اجتماعی فعالیت می‌کند، در برابر شر عظیمی که در پشت پردهٔ یک شرکت بزرگ فناوری اطلاعات پنهان شده، به مبارزه برمی‌خیزد.

## بازیگران

### اصلی
- اوم جی وون در نقش ایم جین هی، خبرنگار وزارت کار و امور اجتماعی[۳]
  - کیم جو آه در نقش جوانی ایم جین هی
- جونگ جی سو در نقش بک سو جین، دانش آموز دبیرستانی[۴]
- سونگ دونگ ایل در نقش جین جونگ هیون
- جو مین سو در نقش جین کیونگ، شمن
- کیم شین روک در نقش مادر بک سو جین